# Uraga
Pour le district éthiopien, voir Uraga (woreda).
Uraga (浦賀) est une ancienne ville portuaire japonaise située à l'entrée de la baie de Tokyo, dans la partie est de la péninsule de Miura, à l'extrémité nord du chenal d'Uraga. L'un des plus grands chantiers navals de l'archipel, la Compagnie des docks d'Uraga, y est installé. Elle est maintenant administrée par la ville de Yokosuka.
La position d'Uraga, qui a souvent été le premier point de contact des navires avec le Japon, en fait un poste stratégique de surveillance de l'entrée de la baie, et un commissaire nommé Uraga-bugyō y était stationné à cette fin durant l'époque d'Edo. C'est devant Uraga que l'escadre américaine commandée par le commodore Matthew Perry jette l'ancre le 8 juillet 1853.

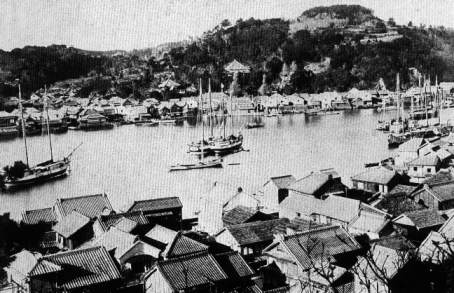
Le port d'Uraga vers 1890.